# Генрік Геггайм
Генрік Геггайм (норв. Henrik Heggheim, нар. 22 квітня 2001, Ставангер, Норвегія) — норвезький футболіст, центральний захисник клубу «Вікінг».

## Клубна кар'єра
Генрік Геггайм народився у місті Ставангер і з п'ятирічного віку почав займатися футболм в академії місцевого клубу «Вікінг».
У червні 2020 року Генрік підписав з клубом контракт до кінця сезону 2021 року. За тиждень футболіст зіграв свій перший матч в основі. А вже у серпні того року контракт було продовжено до кінця 2023 року.
30 серпня 2021 року Генрік Геггайм перейшов до складу данського чемпіона «Брондбю». З яким підписав чотирирічний контракт. 23 вересня Геггайм дебютував у складі нової команди у матчі на Кубок Данії. Також норвезький захисник брав участь у груповому раунді Ліги Європи.

## Збірна
З 2021 року Генрік Геггайм є гравцем молодіжної збірної Норвегії.